# 아르코 디 트라베르티노역
아르코 디 트라베르티노 역(이탈리아어: Arco di Travertino)은 로마 지하철 A선의 역 중 하나이다. 이 역은 아피아 누오바 가 (via Appia Nuova)와 투스콜라나 가 사이 아르코 디 트라베르티노 가 (via Arco di Travertino) 교차로에 위치해 있다.

## 시설
아크로 디 트라베르티노 역에는 다음과 같은 시설이 있다.
- 매표소
- 에스컬레이터
- 418개의 파크 앤드 라이드 시설
- 역 감시카메라 (CCTV)

## 역 주변
- 아르코 디 트라베르티노
- 투스콜라나 가
- Parco archeologico delle Tombe di via Latina